# Вулиця Северина Наливайка (Житомир)
Вулиця Северина Наливайка  — вулиця у Богунському районі Житомира, в північній частині міста. Названа на честь українського військового діяча, козацького ватажка Северина Наливайка

## Розташування
Починається від вулиці Покровської, прямує на схід, до залізничної колії. Закінчується перетином з вулицею Залізничною. Перетинається в вулицями Яна Охоцького, Олександра Олеся, Петра Калнишевського, провулками Прудним, Медовим, проїздом Северина Наливайка.
Довжина вулиці — 2000 метрів.

## Історія
Попередня назва — вулиця Постишева. Рішенням сесії Житомирської міської ради від 28 березня 2008 року № 583 «Про затвердження назв топонімічних об'єктів у місті Житомирі» було закріплено назву вулиця Северина Наливайка.

## Транспорт
- Автобус № 30